# Девилс-Тамб
Эта статья — о горе на границе Канады и США. О горе в Гренландии см. Девилс-Тамб (гора, Гренландия).
Девилс-Тамб (англ. Devils Thumb, тл. Taalkhunaxhkʼu Shaa, рус. Большой палец дьявола) — гора на границе Канады (Британская Колумбия, район Кассиар-Ленд) и США (Аляска, боро Питерсберг). На некоторых картах эта гора также обозначена как Пограничный пик 71 (англ. Boundary Peak 71).

## Описание
Девилс-Тамб расположена в западной части ледника Стикин, имеет высоту 2767 метров (по другим данным — 2777 метров), входит в состав Пограничных хребтов.
С тлингитского языка название горы переводится как «Гора, которая никогда не затопится», так как, согласно верованиям местных индейцев, именно на этой горе спасались люди во время Всемирного потопа.

## История восхождений
Гора сложна для восхождения: самый простой маршрут пролегает через клиф под углом 67°. Впервые Девилс-Тамб была покорена в 1946 году группой из трёх альпинистов под руководством Фреда Бекки. Известно как минимум о трёх группах скалолазов, погибших в попытке покорить эту гору. В 1977 году восхождение на Девилс-Тамб совершил известный альпинист Джон Кракауэр, который описал это своё приключение в книгах «Мечты Эйгера» (1992) и «В глушь» (1995). Весной 2003 года при попытке восхождения на Девилс-Тамб пропали без вести канадские альпинисты Гай Эдвардс и Джон Миллар.